# The Time of My Life
The Time of My Life – ballada soft rockowa amerykańskiego wokalisty Davida Cooka wydana na debiutanckim singlu muzyka. Utwór napisany został w nagrodę za zwycięstwo siódmej edycji programu American Idol.

## Geneza i wydanie utworu
Piosenka zajęła pierwsze miejsce w konkursie American Idol Songwriter’s Competition, autorem jest Regie Hamm.
Została wydana jako pierwszy singiel Cooka 22 maja 2008 roku na portalu iTunes. Następnego dnia była dostępna na wszystkich stronach zajmujących się sprzedażą utworów muzycznych. Wkrótce po finale programu utwór został wysłany do stacji radiowych.
Od listopada 2008 roku zostało sprzedanych około miliona egzemplarzy piosenki.
Piosenka została także użyta jako podkład do walca wiedeńskiego w 4 sezonie programu So You Think You Can Dance.